# Norbert Szabián
Norbert Szabián (ur. 24 września 1982 w Kecel) – węgierski strzelec sportowy, uczestnik igrzysk olimpijskich w 2016 roku, wielokrotny medalista Węgier. 

## Igrzyska olimpijskie
Wziął udział w rywalizacji w konkurencji strzelania z karabinu małokalibrowego leżąc z odległości 50 metrów podczas igrzysk w Rio de Janeiro. W eliminacjach uzyskał rezultat 617,3 punktów, które uplasowały go na 42. pozycji. Rezultat ten nie dał mu awansu do kolejnej rundy rywalizacji. 